# Renaud Porte
 (octobre 2023).
 (avril 2023).
La mise en forme du texte ne suit pas les recommandations de Wikipédia : il faut le « wikifier ».
Les points d'amélioration suivants sont les cas les plus fréquents :
- Les titres sont pré-formatés par le logiciel. Ils ne sont ni en capitales, ni en gras.
- Le texte ne doit pas être écrit en capitales (les noms de famille non plus), ni en gras, ni en italique, ni en « petit »…
- Le gras n'est utilisé que pour surligner le titre de l'article dans l'introduction, une seule fois.
- L'italique est rarement utilisé : mots en langue étrangère, titres d'œuvres, noms de bateaux, etc.
- Les citations ne sont pas en italique mais en corps de texte normal. Elles sont entourées par des guillemets français : « et ».
- Les listes à puces sont à éviter, des paragraphes rédigés étant largement préférés. Les tableaux sont à réserver à la présentation de données structurées (résultats, etc.).
- Les appels de note de bas de page (petits chiffres en exposant, introduits par l'outil «  Source ») sont à placer entre la fin de phrase et le point final[comme ça].
- Les liens internes (vers d'autres articles de Wikipédia) sont à choisir avec parcimonie. Créez des liens vers des articles approfondissant le sujet. Les termes génériques sans rapport avec le sujet sont à éviter, ainsi que les répétitions de liens vers un même terme.
- Les liens externes sont à placer uniquement dans une section « Liens externes », à la fin de l'article. Ces liens sont à choisir avec parcimonie suivant les règles définies. Si un lien sert de source à l'article, son insertion dans le texte est à faire par les notes de bas de page.
- La présentation des références doit suivre les conventions bibliographiques. Il est recommandé d'utiliser les modèles {{Ouvrage}}, {{Chapitre}}, {{Article}}, {{Lien web}} et/ou {{Bibliographie}}. Le mode d'édition visuel peut mettre en forme automatiquement les références.
- Insérer une infobox (cadre d'informations à droite) n'est pas obligatoire pour parachever la mise en page.

Pour une aide détaillée, merci de consulter Aide:Wikification.
Si vous pensez que ces points ont été résolus, vous pouvez retirer ce bandeau et améliorer la mise en forme d'un autre article.
Renaud Porte, né le 3 septembre 1987 à Amiens en France. est un compositeur, plasticien et artiste français engagé dans l'éducation populaire.

## Biographie et études

### Biographie
Il grandit dans un quartier populaire nommé Étouvie à Amiens. Dès son plus jeune âge, il peint, dessine et se passionne pour la musique.

### Parcours scolaire et universitaire
En 2011, il obtient son Diplôme National des Arts Plastiques (Bachelor) à L’ENSA de Limoges après avoir fréquenté les écoles d’art de Chalon-sur-Saône et Cherbourg.
En 2018, il obtient son Diplôme National Supérieur d’Expression Plastique à l’ISA de Besançon.
La même année, il obtient également un Diplôme d'État Supérieur de la Jeunesse, de l'Éducation Populaire et du Sport à Trajectoire Formation, organisme de formation implanté à Montbéliard.
En 2019, il obtient son Master en Philosophie à l’Université de Reims Champagne-Ardenne, après avoir repris ses études en 2014.
Depuis 2020, il est doctorant en philosophie, en art et en sciences de l’art avec l’Université de Reims Champagne-Ardenne, l’Université de Mons en Belgique et l’ERG de Bruxelles.

## Parcours professionnel

### Sculpture post-post minimaliste et matiériste
À sa sortie d’école d’art en 2011, il entame sa carrière artistique en développant un travail de sculpture héritier des questions du minimalisme et de l’arte povera. L’artiste déclare travailler le tiraillement entre le temps long de la fossilisation et l’immédiateté de la chair.
À sa sortie d’école d’art en 2011, il entame sa carrière artistique en développant un travail de sculpture héritier des questions du minimalisme et de l’arte povera. L’artiste déclare travailler le tiraillement entre le temps long de la fossilisation et l’immédiateté de la chair. Il structure son travail selon des procédés généalogiques très stricts. Il développe également des protocoles sculpturaux participatifs.
Fin 2019, un point de bascule s’opère dans le travail de l’artiste qui n’était connu que pour son travail plastique. Il revient à la peinture et renonce aux diktats du néo-conceptualisme et du minimalisme en art. Il affirme une pratique artistique où chansons, textes, peintures, sculptures se répondent et cohabitent. C’est également un retour au récit, à la volonté de raconter quelque chose.

### Opéra participatif de territoireAndrias Scheuchzeri
Fin 2019, l’artiste rencontre le roman de Karel Čapek, La guerre des salamandres. Il décide de s’affirmer en tant que compositeur en se lançant directement dans l’écriture d’un opéra inspiré par cette œuvre.
En 2021, il écrit une première pièce (la scène 1 de l’acte 1) jusqu’à quand pourra le monde.
Il invente le drapeauphone : sculpture et instrument de musique. Pour fabriquer cet instrument, il est entouré par des bénévoles de l’association réseau dédale dont il est le cofondateur avec Siam Angie Guyot. Il propose à chaque drapeauphoniste de créer son motif pour le verso des drapeaux dans le cadre d’une rencontre picturale. Le motif est ensuite transformé en broderie numérique. La première pièce est jouée lors d’une première représentation-intermédiaire le 19 septembre.

En 2022, une deuxième représentation-intermédiaire est donnée le 17 septembre réunissant plus d’une cinquantaine de participants et permettant de présenter la scène 1 et 2 de l’acte 1.

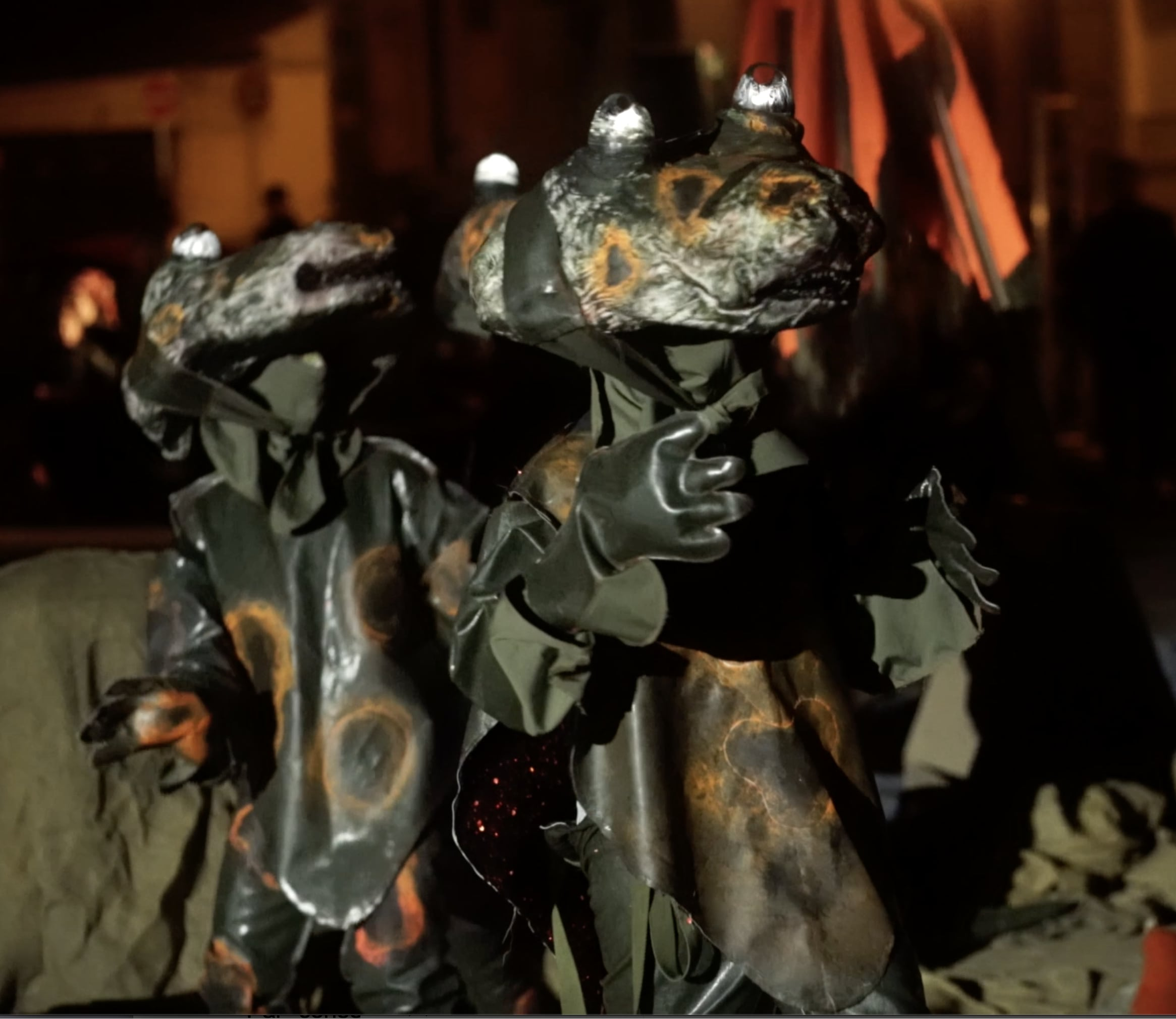
porte renaud, vue de la deuxième représentation-intermédiaire de l'opéra andrias scheuchzeri, 2022

En 2023, une troisième représentation-intermédiaire se déroule le 16 septembre et réunit plus d’une centaine de participants et permet de présenter la les sept premières scènes de l'opéra.

Il est influencé par Stravinski, Messiaen ou Reich.

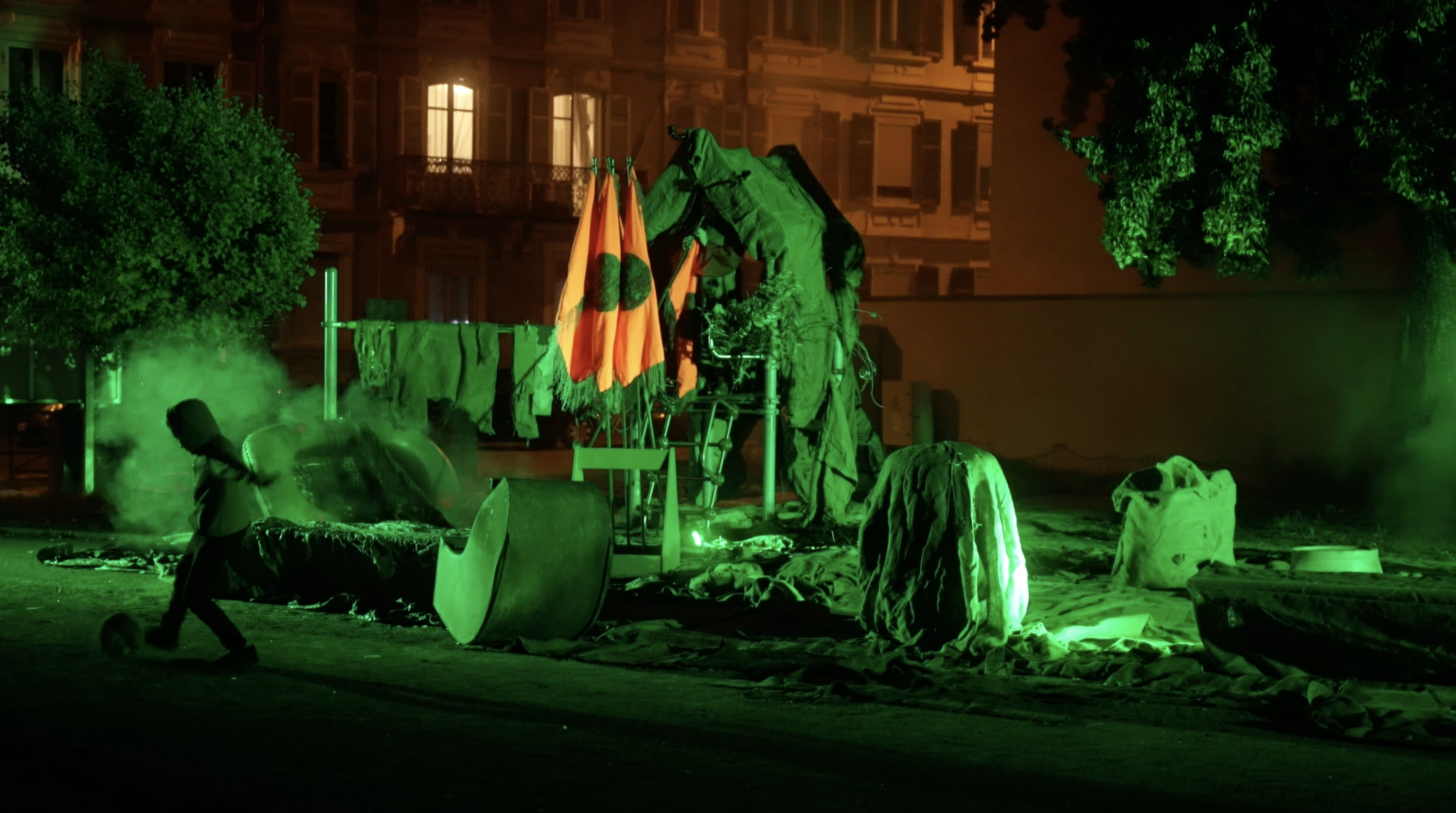
porte renaud, vue de la deuxième représentation-intermédiaire de l'opéra andrias scheuchzeri, 2022